# Selva mala
Selva mala (o Selvamala, in latino medievale Silva mala) è un complesso boschivo ubicato nell'Appennino meridionale all'interno del territorio comunale di Monteleone di Puglia, a stretto confine con i comuni di Savignano e Ariano Irpino.

## Toponimo
La prima parte del nome ("selva") è chiaramente sinonimo di "bosco", "foresta", mentre la seconda parte ("mala") potrebbe significare "malsana", "pericolosa", oppure potrebbe risalire al preindoeuropeo mala (="altura", "rilievo"), in tal caso analogamente a Montemalo (l'odierna Sant'Arcangelo Trimonte) e Malevento (l'attuale Benevento). È inoltre possibile che l'origine dell'intero toponimo sia da ricondurre alla località altomedievale di Silva Marca, ove nel 1142 si tenne la seconda sessione delle Assise di Ariano (la prima si era tenuta nel 1140 nella stessa città di Ariano), quantunque il sito di Silva Marca non sia mai stato localizzato con sicurezza; se così fosse, la seconda parte del nome potrebbe ricollegarsi al termine latino medievale marca (="zona di confine").

## Storia
Il bosco di Silva mala è citato per la prima volta nel 1269 in un diploma di re Carlo I d'Angiò quale dipendenza della contea di Ariano, cui anche la terra di Monteleone era soggetta. A partire dagli inizi del Seicento, a seguito dell'avvenuta soppressione del ducato di Ariano (sorto in sostituzione della contea), lo sfruttamento forestale della selva fu però oggetto di lunghe controversie legali tra le universitates di Monteleone e Ariano, finché nel 1875 fu riconosciuto ufficialmente il possesso integrale e definitivo del bosco al comune di Monteleone.

## Descrizione
La selva si estende per 440000 m² a ridosso del confine regionale tra Puglia e Campania nell'alta valle del Cervaro, 4 km a ovest del centro abitato di Monteleone e ad altitudini comprese tra i 730 e gli 806 m s.l.m..  La vegetazione è costituita essenzialmente da latifoglie decidue a dominanza di cerro, mentre il sottobosco è caratterizzato da piante arbustive o fruticose miste. All'interno della foresta vi è una cavità naturale, la grotta del Brigante, prima caverna dei monti Dauni ad essere censita nel catasto delle grotte della regione Puglia. Il nome della grotta allude al fatto che nel basso Medioevo la selva era divenuta ricettacolo di banditi, tanto che nei secoli XIII-XIV lo stesso sovrano di Napoli inviava frequenti sollecitazioni al giustiziere del Principato Ultra affinché provvedesse alla costante sorveglianza del bosco.